# Angelina Topić
Angelina Topić (in serbo Ангелина Топић?; Belgrado, 26 luglio 2005) è un'altista serba, vincitrice di una medaglia d'argento ed una medaglia di bronzo ai campionati europei.

## Biografia
Nata a Belgrado in Serbia, è figlia di Dragutin Topić e di Biljana Topić, a loro volta altista e triplista di alto livello che hanno rappresentato prima la Jugoslavia, poi la Serbia detenendo i record nazionali serbi delle relative specialità.

## Record nazionali
Seniores
- Salto in alto: 1,98 m ( Marrakech, 19 maggio 2024)
- Salto in alto indoor: 1,97 m ( Banska Bystrica, 13 febbraio 2024)

Juniores (Under 20)
- Pentathlon: 3745 p. ( Belgrado, 23 gennaio 2022)

Allieve (Under 18)
- Salto in alto: 1,96 m ( Kruševac, 26 giugno 2022)
- Pentathlon: 3779 p. ( Belgrado, 18 dicembre 2021)

## Palmarès
| Anno | Manifestazione  | Sede        | Evento         | Risultato | Prestazione | Note  |
| ---- | --------------- | ----------- | -------------- | --------- | ----------- | ----- |
| 2021 | Europei U20     | Tallinn     | Salto in alto  | 8ª        | 1,83 m      |       |
| 2021 | Mondiali U20    | Nairobi     | Salto in alto  | 6ª        | 1,84 m      | [ 2 ] |
| 2022 | Mondiali indoor | Belgrado    | Salto in alto  | 9ª        | 1,88 m      |       |
| 2022 | Europei U18     | Gerusalemme | Salto in alto  | Oro       | 1,92 m      | [ 3 ] |
| 2022 | Mondiali U20    | Cali        | Salto in alto  | Bronzo    | 1,93 m      | [ 4 ] |
| 2022 | Europei         | Monaco      | Salto in alto  | Bronzo    | 1,93 m      |       |
| 2023 | Europei indoor  | Istanbul    | Salto in alto  | 4ª        | 1,94 m      | = =   |
| 2023 | Europei U20     | Gerusalemme | Salto in alto  | Oro       | 1,90 m      |       |
| 2023 | Europei U20     | Gerusalemme | Salto in lungo | 6ª        | 6,42 m      |       |
| 2023 | Mondiali        | Budapest    | Salto in alto  | 7ª        | 1,94 m      |       |
| 2024 | Mondiali indoor | Glasgow     | Salto in alto  | 5ª        | 1,92 m      |       |
| 2024 | Europei         | Roma        | Salto in alto  | Argento   | 1,97 m      |       |
| 2024 | Europei         | Roma        | Salto in lungo | 26ª (q)   | 6,29 m      |       |
| 2024 | Giochi olimpici | Parigi      | Salto in alto  | Finale    | dns         |       |
| 2024 | Mondiali U20    | Lima        | Salto in alto  | Oro       | 1,91 m      |       |
| 2025 | Europei indoor  | Apeldoorn   | Salto in alto  | Argento   | 1,95 m      |       |
| 2025 | Mondiali indoor | Nanchino    | Salto in alto  | 4ª        | 1,95 m      |       |
| 2025 | Europei U23     | Bergen      | Salto in alto  | Oro       | 1,95 m      |       |

## Campionati nazionali
- 2 volte campionessa nazionale assoluta del salto in alto (2021, 2022)
- 1 volta campionessa nazionale assoluta indoor del salto in alto (2021)
- 2 volte campionessa nazionale under 20 indoor del salto in alto (2021, 2022)
- 2 volta campionessa nazionale under 20 indoor del salto in alto (2021, 2022)

2021
- Oro ai campionati serbi assoluti indoor (Belgrado), salto in alto - 1,78 m
- Oro ai campionati serbi assoluti (Kraljevo), salto in alto - 1,83 m

2022
- Argento ai campionati serbi assoluti indoor (Belgrado), salto in alto - 1,84 m
- Oro ai campionati serbi assoluti Kruševac), salto in alto - 1,96 m

## Altre competizioni internazionali
2021
- Argento nella Third League degli Europei a squadre ( Limassol), salto in alto - 1,85 m

## Riconoscimenti
- Atleta europea emergente dell'anno (2023)